# 標準氣象年
標準氣象年（英文： Typical Meteorological Year，TMY）最早是由美國国家可再生能源实验室根據國家太陽輻射資料庫（National Solar Radiation Database，NSRDB）開發而成，對1229年到1980年之間在美國的229個地點的氣象資料整理成平均氣象年的格式。標準氣象年是依氣候平均變動原理所統計出來作為當地典型氣候之代表，因此也被稱為平均氣象年，是實際並不存在的一假想的氣象年，其意義在於以一年份之標準氣象來代表當地之長期氣候最平均之變動情況。其內容通常包括耗能解析上所需要的氣溫、濕度、日射量、雲量、風向、風速等8760小時逐時的氣象資料。這些氣象資料足以精確地掌握氣象變化特性，並可以協助分析當地氣候下的建築耗能情形。

## TMY2
第二個版本的TMY被稱為“ TMY2”。它是由國家可再生能源實驗室基於1961年至1990年期間收集數據的239個站點所製作的資料庫。TMY2數據包括降水量（這對預測輻射冷卻非常重要）等24種氣象數據，但DOE-2.2所用到的僅為其中十來種數據而已。可以從美國國家可再生能源實驗室免費下載239個美國地點的TMY2天氣資料。 TMY2數據來自1961-1990年國家太陽輻射數據庫。由於TMY2數據是基於最新，更準確的數據，並且將使能源系統的性能和經濟分析更為準確，因此美國國家可再生能源實驗室建議使用這些數據集來代替更早版本的氣象資料集。數據庫。由於時間（太陽能與本地）、格式和單位的差異，TMY和TMY2資料集無法互換使用。 TMY2數據集和手冊。

## TMY3
第三筆也是最新的TMY收集（TMY3）是基於美國的1020個地點的數據，包括關島，波多黎各和美屬維爾京群島，這些數據是根據1976至2005年或1991至2005年的記錄而得出的。記錄所有其他位置。同樣是涵蓋一整年8760小時的逐時氣象數據，是以當地十二年以上之實際觀測資料，參考美國Sandia Method標準流程研製而成。氣象年實際並不存在，是一假想的氣象資料集，其意義在於以一年份之標準氣象來代表當地之長期氣候最平均之變動情況，以作為建築能源解析輸入之外界氣象條件標準。

## 台灣地區
而目前內政部建築研究所公告的「平均氣象年」是由林憲德教授於1987年所建立的（2008年更新），其內容具備建築耗能解析上必備的氣溫、濕度、水平面天空日射量、雲量、風向、風速等8760小時逐時的氣象資料，它由10年長期氣象中選取在氣候長期變動和耗能特性上最具代表性和平均性的12個月份的氣象資料所組成。以它來作為耗能解析的輸入資料，較能保證其解析所得的耗能量具有長期的平均代表性。2019年台灣的「平均氣象年」資料具備台北、台中、台南、高雄、花蓮、台東等六處資料檔，同時已經被轉換成二進位檔後供DOE-2.2程式使用，而廣為一些大學與本研究團隊所使用。同樣是涵蓋一整年8760小時的逐時氣象數據，是以當地十五年期（1998-2012）之中央氣象局一級測站實際觀測資料整理而成，以作為建築能源解析輸入之外界氣象條件標準。

## 用途
為了評估建築物設計的預期供暖和製冷成本，TMY數據經常用於建築性能模擬。另外太陽能系統的設計人員也會使用，包括太陽能家用熱水系統和大型太陽能熱電廠。由於它們代表典型條件而不是極端條件，因此它們不適合設計滿足某個位置發生的最壞條件的系統。可以從美國國家可再生能源實驗室下載源數據。
支持使用TMY數據進行模擬的商業軟件包包括TRNSYS、 PV*SOL, PVscout and PVsyst。有時還需要為特定位置的TMY數據付費。另外，在美國能源部的資助下開發的，名為EnergyPlus的免費建築能耗模擬軟體也可以讀取TMY3數據文件，並且也可以從其網站上免費獲得大量的TMY3資料。

## 外部連結
- Weather data for more than 2100 locations worldwide （页面存档备份，存于）
- Map of EnergyPlus weather data locations
- TMY data for the United States and its territories （页面存档备份，存于）
- Weather data - typical Weather worldwide （页面存档备份，存于）